# 土倉正彦
土倉 正彦（とくら まさひこ）は、江戸時代幕末期の備前岡山藩家老。明治維新後は新政府参与・岡山藩大参事。諱は一享。

## 生涯
嘉永2年（1849年）、岡山藩家老土倉一善の子として岡山に生まれる。慶応2年（1866年）に一善の隠居により家督相続し、岡山藩家老、佐伯1万石の領主となる。慶応3年（1867年）、藩兵を率いて上京し、御所清和門を守護する。
慶応4年（1868年）、新政府より刑法事務局判事に任命される。同年、新政府より参与に任命される。明治元年（1868年）の戊辰戦争において、会津征討越後口総督仁和寺宮嘉彰親王の軍監として兵を指揮し、功績を挙げ報奨金を賜った。
明治2年（1869年）、岡山藩大参事となる。翌3年（1870年）に辞任し、華頂宮博経親王に従いニューヨークに留学する。帰国後、病のために郷里で療養に努めるも、明治7年（1874年）4月10日没した。享年26。
明治36年（1903年）11月13日、明治維新の功労に対して従四位が贈位された。また、明治39年（1906年）9月17日、土倉家当主の光三郎が男爵に叙され華族となった。

## 家族・親族
妻は、池田政昭長女で土倉一昌の養女となった万亀（まき）。
正彦の死にともない、養祖父一昌が再家督した。一昌が明治8年（1875年）に没すると、元美作勝山藩主三浦義次の二男・鉚太郎が家督を継いだが離縁、いったん万亀が女戸主となったのち、三浦義次の三男光三郎が養子に迎えられた。